# Постовский, Исаак Яковлевич
Исаа́к Я́ковлевич Посто́вский (1898—1980) — советский химик-органик.

## Биография
Родился 5 (17 марта) 1898 года в Одессе в семье служащего.
В 1924 году окончил химическое отделение Высшей технической школы в Мюнхене, работал над диссертацией в лаборатории лауреата Нобелевской премии Ханса Фишера.
В 1926 году в Свердловске возглавил кафедру органической химии УПИ. Преподавая в институте, проводил исследовательскую работу, связанную с углехимией и открытием нефти на Урале. Эта работа была высоко оценена научным сообществом и советским правительством. Профессор (1933). Доктор химических наук (1940, без защиты диссертации). Действительный член АН СССР (1970).

## Научная деятельность
Во время Великой Отечественной войны с группой сотрудников (Б. Н. Лундин, 3. В. Пушкарёва, В. И. Хмелевский, Н. П. Беднягина) участвовал в организации промышленного производства сульфамидных препаратов на Свердловском ХФЗ. Для лечения длительно незаживающих ран Постовским была создана «паста Постовского» — комбинация сульфамидных препаратов с бентонитовой глиной, противотуберкулёзный препарат ряда изоникотиновой кислоты «Ларусан» (Н. Н. Верещагина), препарат-антидот для лечения тяжёлых профессиональных заболеваний «Сукцимер» (В. Л. Ниренбург).
Внёс большой вклад в химию гетероциклических соединений. Труды в области амино-иминных, лактим-лактамных, тион-тиольных и азидо-тетразольных таутомерных превращений в гетероциклических соединениях. Изучил вопросы влияния типа гетероцикла, заместителей в нём, природы растворителя на положение таутомерного равновесия. И. Я. Постовскому впервые удалось обнаружить азидо-тетразольный переход в твёрдой фазе. Исследовал двойственную реакционную способность таутомерных и потенциально таутомерных систем (реакции циан-, пиридил- и оксиэтилирования, алкилирования, Манниха и др.).
И. Я. Постовским опубликовано более 400 научных статей, он является автором 70 авторских свидетельств. Основатель уральской научной школы химиков-органиков
Умер 21 ноября 1980 года в Свердловске. Похоронен на Широкореченском кладбище.

## Награды и премии
- Сталинская премия третьей степени (1946) — за работы по синтезу сульфаниламидных препаратов (сульфидин)
- Сталинская премия (1952) — за создание «смазки УПИ»[1], до сих пор широко используемой в разных отраслях промышленности
- заслуженный деятель науки и техники РСФСР (1959)
- орден Ленина
- орден Октябрьской Революции
- три ордена Трудового Красного Знамени (в том числе 15.03.1968)
- орден «Знак Почёта»
- медали

## Память
Именем И. Я. Постовского названа улица в Екатеринбурге.
Его именем названа премия, учреждённая Уральским отделением Российской академии наук.